# Colere
Colere ist eine italienische Gemeinde (comune) mit 1093 Einwohnern (Stand 31. Dezember 2023) in der Provinz Bergamo, Region Lombardei.

## Geographie
Colere befindet sich 45 km nordöstlich der Provinzhauptstadt Bergamo und 90 km nordöstlich der Metropole Mailand.
Die Nachbargemeinden sind Angolo Terme (BS), Azzone, Castione della Presolana, Rovetta und Vilminore di Scalve.